# ビッグ・ウイング
ビッグ・ウイング（英語: Big Wing）とは、航空戦術の一つ。大兵力主義とも訳される。

## 概要

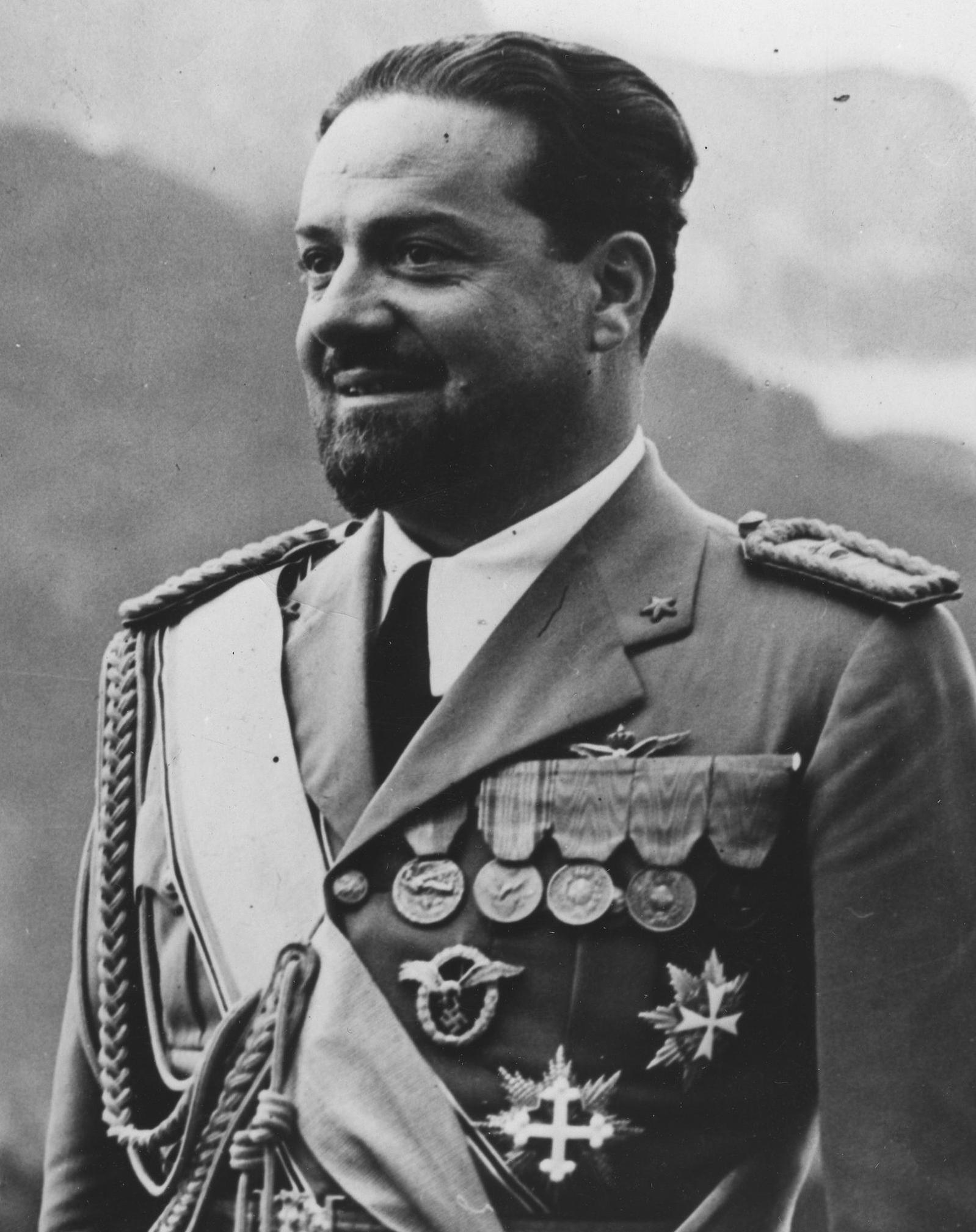
イタロ・バルボ

戦間期に、イタリア空軍のイタロ・バルボが提唱したため、バルボとも呼称される。
敵の大編隊に対し、大編隊で迎撃する考え方。しかし空中での集合に時間を要する欠点を持つ。
1940年のバトル・オブ・ブリテン（英国本土航空戦）において、この戦術を巡り英空軍内で論争が起きた（該当項目を参照）。